# 柴田町
柴田町（日语：／ Shibata machi */?）是位於日本宮城縣南部的町，隸屬於柴田郡，也是縣內人口數最多的町。轄區地處盆地内，白石川流經城鎮中心並往東流，當地人口則集中在船岡車站與槻木車站的周邊地區。柴田町在1970年代設置2處工業園區，當也逐漸發展成內陸型的工業地區。位於白石川沿岸的河堤和船岡城址公園則以賞櫻而聞名。

## 地理
轄區地處在被海拔200公尺的山岳包圍的盆地内，境內的平原則為白石川和阿武隈川沖積而成的平原。西北部則坐落著高館丘陵南端的愛宕山、豬倉山、羽山等海拔約200公尺的相連山岳。發源於藏王連峰的白石川流經城鎮中心，並在東邊注入阿武隈川。

### 氣候
柴田町的年均溫約12.2 ℃，年降雨量則約1274.1毫米。由於當地鄰近太平洋，因此氣候較為溫暖。由於轄區周圍的丘陵在冬季阻擋來自藏王連峰的西北季風，故當地的降雪量也較少。

## 歷史
柴田町自古時便有人類居住，境內曾發掘出上川名貝塚和繩紋時代中期的深町貝塚等遺址。當地在江戶時代作為柴田氏的城下町和奧州街道沿途的宿場町而繁榮，並且以引發伊達騷動的原田宗輔而為人所知。
明治22年（1889年），日本實施町村制，並在境內設置槻木村與船岡村。昭和31年（1956年）4月1日，槻木町與船岡町合併成現今的柴田町。
2011年3月11日的東日本大震災在柴田町引發震度5強的地震，並造成2人死亡、13棟房屋全毀，以及189棟房屋嚴重毀損或是半毀。當地的公共設施災損總額為205萬6658日圓。

## 行政
現任町長瀧口茂於2022年7月在選舉中第5次成功連任，其任期將持續至2026年7月。

## 人口
根據統計，柴田町的高齡人口占比為25.8%，較宮城縣南部（仙南圈）的其他行政區低，但其老年人口數的增長速率卻較其他行政區更為明顯。

## 經濟
根據日本2010年的國勢調查統計，柴田町的就業人口中約2.6%從事第一級產業，32.5%的就業人口從事第二級產業，其餘的64.9%則從事第三級產業。當地的重點產業為農業，並且以生產稻米、蔬菜和水果等農產品為主。而由於柴田町内擁有船岡城址公園等景點，因此每年吸引約20萬名遊客到訪。

## 教育

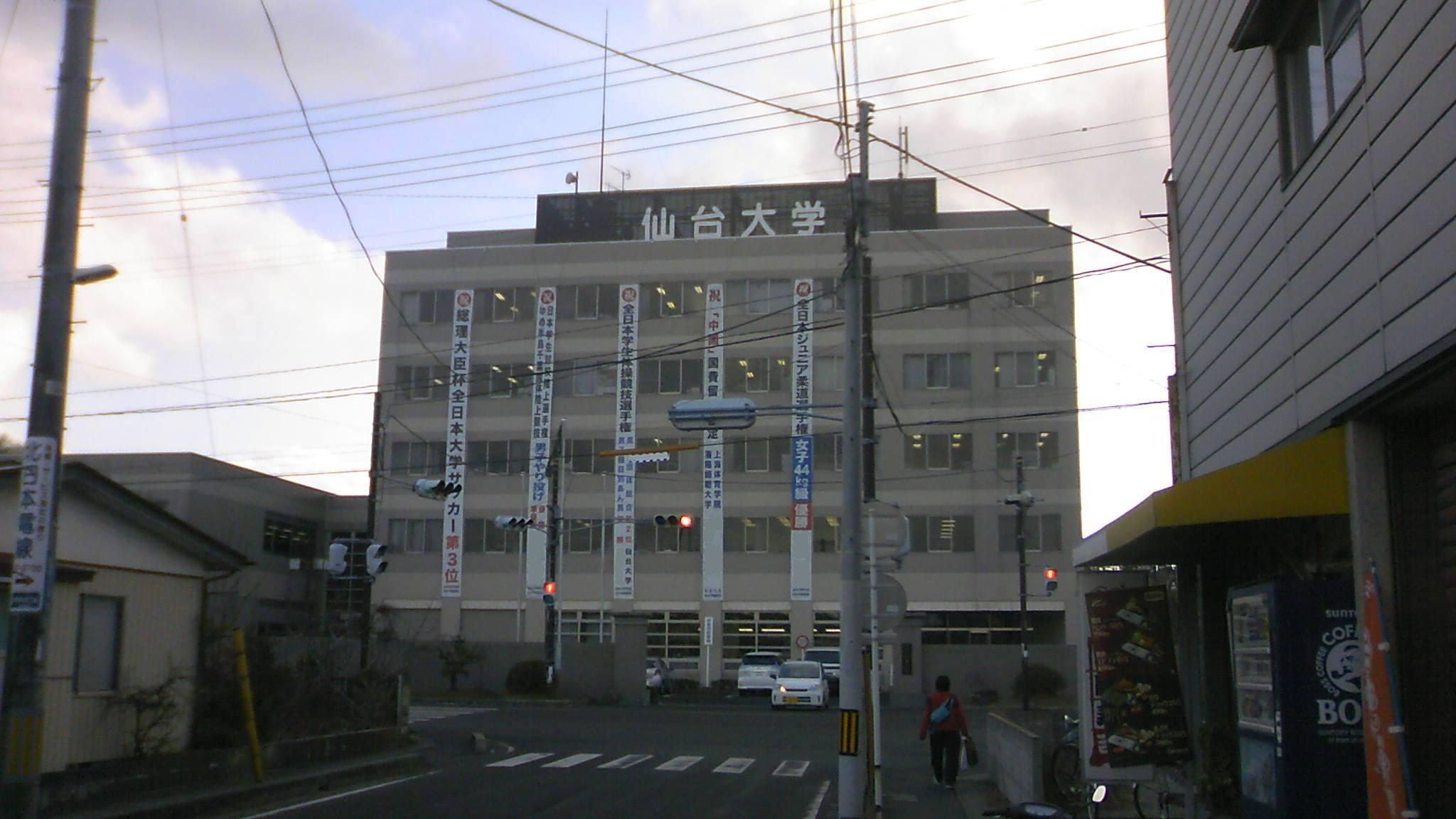
仙台大學

柴田町内共有6所小學校、3所中學校、1所高等學校與1所大學（仙台大學）。根據2023年5月的統計，境內的小學校共有1717名學生，中學校共有912名學生，高等學校則共有417名學生。

## 交通
國道4號和國道349號在境內交會，為當地的主要道路。鐵路方面，東日本旅客鐵道的東北本線與阿武隈急行的阿武隈急行線皆通過柴田町。其中槻木車站是上述2條鐵路共構的車站。東北本線在東部地區另設船岡車站，阿武隈急行線則在南部地區設置東船岡站。

## 姊妹城市
柴田町與以下日本城市為友好姐妹城市：
| 市町村 | 都道府縣 | 締結日期      |
| ------ | -------- | ------------- |
| 北上市 | 岩手縣   | 1980年1月25日 |
| 伊達市 | 北海道   | 1988年5月30日 |

柴田町與以下外國城市為友好姐妹城市:
| 國家           | 城市                             | 締結日期      |
| -------------- | -------------------------------- | ------------- |
| 巴西           | 阿西斯沙特奧布里延德（巴拉那州） | 1981年4月13日 |
| 中华人民共和国 | 丹陽市（江蘇省）                 | 1994年2月23日 |